# Glossario del taijiquan
Questo glossario elenca i termini cinesi utilizzati nella pratica del Taijiquan e trascritti secondo il sistema pinyin:

## Numeri
- Ling: 0
- Yi: 1
- Er: 2
- San: 3
- Si: 4
- Wu: 5
- Liu: 6
- Qi: 7
- Ba: 8
- Jiu: 9
- Shi: 10

- Shi Yi: 11
- Shi Er: 12

- Yi Bai: 100
- Yi Bai Er Shi San: 123

- Yi Qian: 1000
- Lian Qian Qi: 2007

- Di Yi: Primo
- Di Er: Secondo
- Di San: Terzo
- Di Si: Quarto
- Di Wu: Quinto

## A
- an: forza espressa spingendo e premendo con il palmo delle mani
- ao: girare

## B
- ba: numero 8
- Baduanjin:	Otto pezze di broccato (un tessuto prezioso), serie di esercizi codificati dal generale Yue Fei per curare la salute dei suoi soldati; inizialmente 12, furono poi ridotti ad 8
- Bagua: otto trigrammi
- Ban gong: esercizio esterno
- bai: bianco, puro, oscillare
- bao: mantenere, reggere
- bei: nord o esser pronto
- bi: chiusura
- biao: lunga capigliatura, cappelluto, irsuto
- bian: frusta
- Boh Jing: deviare, respingere una forza
- bu: passo, tappa

## C
- cai: forza esercitata tirando e poi spingendo velocemente
- Cha bu: passo all'indietro incrociato
- Chang San-Feng: mitico creatore del taijiquan
- Che bu: passo indietro
- Chee ching bu: passo laterale
- chi: ala o energia interna (qi)
- chuan: attraversare, penetrare
- chan si gong: avvolgere il filo di seta
- chen:	Nome di uno stile

## D
- da shou: esercizio di combattimento con le mani
- dan: semplice, unico
- dan tian: nome di tre punti focali delle tecniche di meditazione
- dang: eguagliare, equivalere
- dao: La "Via"
- daode Jing: II libro della Via e della Virtù
- daoyin: esercizio della forza interna
- deng: azione con i piedi
- dong: Est
- dou jin: scuotere il corpo con grande forza per colpire a breve distanza
- Du li bu: posizione su una gamba

## E
- Er: numero 2

## F
- fajin: potere esplosivo, emissione di energia
- feng: sigillo

## G
- gai bu: passo incrociato in avanti
- Gang ru hsiang ji: esprimere durezza e morbidezza in rapida successione
- gao: alto, elevato
- gang: forte, potente
- gangrou: durezza, fermezza.
- gen: tallone
- gong: braccio o avambraggio
- Gong bu: posizione Avanzata o dell'arciere
- gu: guardare a sinistra
- guo: frutta

## H
- he: anatra o marrone; gru
- hei: Nero
- Henan:	Nome dello provincia del villaggio Chen Jia Gou dov'è nato il Taichiquan
- hong: rosso
- hou: posteriore, dietro, indientro
- hu: tigre
- hua: trasformazione
- huang: giallo
- hui: grigio
- huo: fuoco (movimento o elemento)

## J
- ji: forza di attacco trasmessa avvicinando due braccia e poi spingendo.
- jia: intelaiatura o struttura o stile
- jiao: piede
- jin: metallo prezioso, forza interna
- Jin Bu: passo in avanti
- Jin Gang: dio protettore della mitologia chinese taoista. È rappresentato attraverso quattro figure colossali (Li, Ma, Zhao e Wen) che sorvegliano lentrata dei templi taoisti, chiamate "i quattro re celesti"
- jiu: numero 9

## K
- kao: forza esercitata dalla schiena o dalle spalle.
- kua: cavalcare
- Kung bu: posizione Avanzata o dell'arciere

## L
- lan: Blu
- lao: antico, delle origini
- lao jia: antico stile o stile originale
- lao shi: insegnante
- li: forza esterna (muscolare)
- lian: loto
- liang: mettere in mostra, far brillare
- lie: forza di avvitamento
- ling: agilità; numero 0
- liu: numero 6
- lou: abbracciare, afferrare, prendere tra le proprie braccia
- long: drago
- lu: Verde

## M
- ma: cavallo
- ma bu: posizione del Cavaliere
- mian quan:	Boxe morbida
- mu: albero (movimento o elemento)

## N
- nan: sud
- nei: interno
- nei gong: esercizio interno.
- nei jia: stile interno
- Ni: rotazione verso l'esterno nel chan si gong
- nu: donna, ragazza

## P
- Pa bu: Posizione Laterale (Posizione bassa o passo scivolato)
- Pan: guardare a destra
- pao chui: pugno di cannone
- peng: forza ottenuta estendendo il corpo
- Peng Jing: spinta

## Q
- qi: numero 7, ma anche energia interna che circola nel corpo o nella natura, energia vitale, cominciare, nascere, forza materiale, aria, soffio
- qi xing: sette stelle
- qian: anteriore, avanti, davanti (direzione)
- qigong: lavoro dell'energia interna, serie di esercizi per rafforzare il corpo internamente ed esternamente, migliorare lo Yi (mente) ed il flusso del Chi (energia vitale)
- quan: pugno, arte marziale, colpire con un pugno, fare a pugni
- quan jia: pratica della forma
- qinna: leva articolare

## R
- rou quan:	Boxe flessibile

## S
- san: numero 3
- san shou: esercizi di combattimento libero
- shan: montagna
- shang: altro, sopra, salire (direzione)
- shang bu: passo avanti
- shaolin quan:	Boxe della giovane foresta
- shaolin si:	Tempio della giovane foresta; Il famoso tempio buddista
- shen: scuro
- shi: numero 10, ma anche cerimonia, forma
- shi bu: posizione arretrata
- Shi fu: istruttore, Maestro
- shou : mano, ricevere, raccogliere
- shuang: coppia, doppio
- shui: acqua (movimento o elemento)
- si: numero 4
- sifu: istruttore, Maestro
- song: disteso, rilassato, allentato
- sun:	Nome di uno stile
- suo: spola

## T
- tai ji: punto in cui le forze si trasformano (opposto a wu ji)
- tai ji quan: "Pugilato della grande trasformazione" o "pugilato del limite supremo"
- tan: esplorare, cercare, carezzare
- taolu: forme
- tou: fine, estremità, testa
- tu: terra (movimento o elemento)
- tui: spingere
- tui shou: spinta delle mani

## W
- wai jia: stile esterno
- wu: numero 5; Nome di uno stile
- wu ji: stato primordiale, opposto a tai ji; assenza di polarità
- wu shu: arte di guerra o marziale, usato per designare il vasto mondo delle discipline marziali cinesi
- wu wei:	non agire
- wu xing: teoria dei cinque movimenti o elementi

## X
- xei: obliquo
- xie bu: Forbice (Posizione di riposo)
- xi: ovest o ginocchio
- xia: basso, sotto, discendere (direzione)
- xia bu: passo indietro
- xiao: piccolo
- xian: offrire, presentare
- xiangji: dolcezza, flessibilità.
- xie: inclinato, obliquo, di traverso
- xin: nuovo.
- xin jia: nuovo stile o stile recente
- xing: forma, postura, apparenza, camminata
- xingyi quan:	Boxe forma-mente
- xu: vuoto
- xuan feng: tornado

## Y
- yan : coprire, nascondere, dissimulare
- yang: aspetto esteriore, mobile, leggero di un fenomeno non dissociable dal suo opposto yin; Nome di uno stile; Principio positivo, maschile; nutrire
- yang sheng: nutrire la via, mantenersi in buona salute
- yi : numero 1, costume, abito, tunica lunga
- yi jing:	II libro delle mutazioni
- yin: argento, aspetto interiore, immobile, tangibile  di un fenomeno non dissociabile dal suo opposto yang; Principio negativo, femminile
- you: destra (direzione)
- yu : all'inizio, giada, donna
- yuan hou: scimmia
- yun: nuvola

## Z
- zhan zhuang: stare in piedi, postura dell'albero
- zhansi jin: energia a spirale, forza a spirale
- zha: legare, appendere
- zhong: centro
- zhongguo quan:	Boxe cinese
- zhou: forza del gomito.
- zi: viola (colore)
- zou: sinistra
- zuo: sinistra (direzione)